# Aphonopelma apacheum
Aphonopelma apacheum là một loài nhện trong họ Theraphosidae.
Loài này thuộc chi Aphonopelma. Aphonopelma apacheum được Ralph Vary Chamberlin miêu tả năm 1940.